# Montecalvo in Foglia
Montecalvo in Foglia est une commune italienne de la province de Pesaro et Urbino dans la région Marches en Italie.

## Administration
| Période                                  | Période | Identité | Étiquette | Qualité |
| ---------------------------------------- | ------- | -------- | --------- | ------- |
|                                          |         |          |           |         |
| Les données manquantes sont à compléter. |         |          |           |         |

### Hameaux
Borgo Massano, Ca' Gallo

### Communes limitrophes
Colbordolo, Mondaino, Tavullia, Urbino